# Санта-Марио-э-Компаньи-Мартири (титулярная церковь)
Санта-Марио-э-Компаньи-Мартири (лат. Titulus Sanctorum Marii et Sociorum Martyrum) — титулярная церковь была создана Папой Франциском 7 декабря 2024 года. Титул принадлежит церкви Санта-Марио-э-Компаньи-Мартири, расположенной в городской зоне Рима Ла Романина, на виа дель Понте делле Сетте Милья, которая является приходской с 1 декабря 1978 года.

## Список кардиналов-священников титулярной церкви Санта-Марио-э-Компаньи-Мартири
- Иньяс Бесси Догбо — (7 декабря 2024 — по настоящее время).